# Hugon z Lincolnu

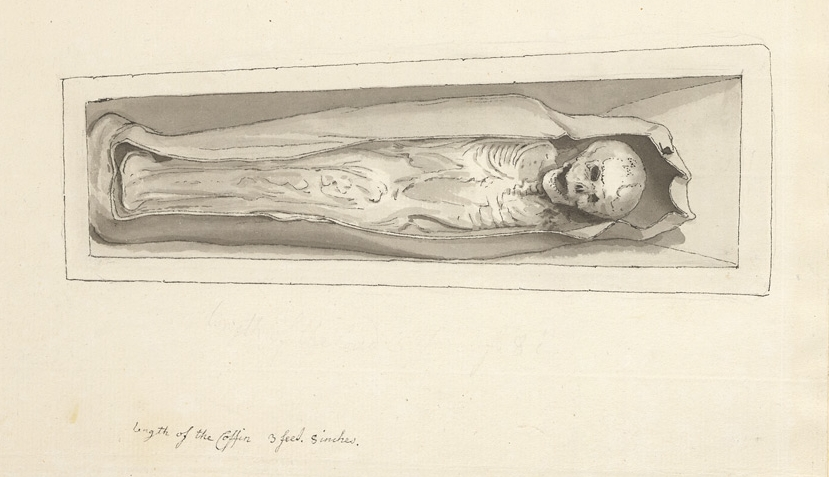
Ciało Hugona na rysunku z XVIII wieku

Hugon z Lincolnu, Hugon z Lincoln (ang. Little Hugh of Lincoln i Little Saint Hugh, ur. około 1246, zm. 27 sierpnia 1255 r. w Lincoln) – angielski chłopiec, którego śmierć doprowadziła do fałszywego oskarżenia Żydów o mord rytualny. W historiografii anglosaskiej nazywany "Little Hugh" w odróżnieniu od świętego biskupa Hugona z Lincolnu.

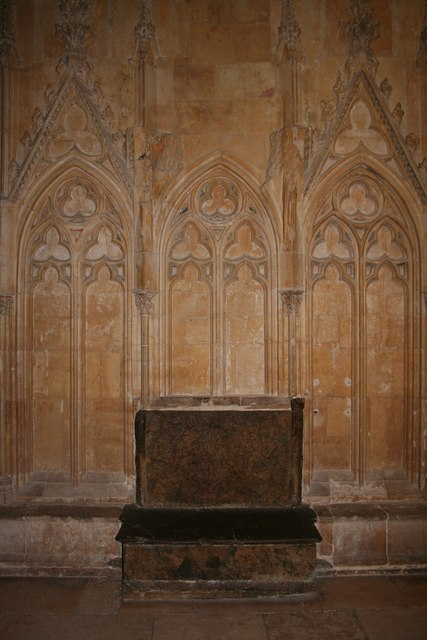
Pozostałości sanktuarium Hugona w katedrze w Lincoln

## Domniemane morderstwo rytualne
Hugon pochodził z Lincoln, nagle zaginął a jego matka dowiedziała się, że jej syn bawił się z żydowskimi dziećmi w tym samym wieku. Kilka dni później ciało zamordowanego chłopca znaleziono w studni Żyda Copina i został on natychmiast aresztowany. Na torturach Copin przyznał, że nie tylko wszyscy żydowscy mieszkańcy Lincoln, ale także Żydzi z całej Anglii przybyli do Lincoln i byli zamieszani w mord rytualny, będący parodią ukrzyżowania. Chłopca rzekomo wychłostano, pokłuto nożem, ukoronowano koroną cierniową, a następnie ukrzyżowano i przebito serce. Ciało zostało następnie wypatroszone i wykorzystane do magicznych celów.
Zeznanie Copina nie tylko doprowadziło do pogromu żydowskich mieszkańców Lincoln, ale także do zamieszek przeciwko Żydom w całej Anglii. Copin został powieszony i osiemnastu innych Żydów zostało straconych przez powieszenie w Londynie, a kolejnych 91 zostało uwięzionych, jednak ostatecznie zostali uwolnieni po zapłaceniu wysokiej grzywny.
Ciało zamordowanego chłopca natychmiast otoczono kultem. Mówiono, że czyni wiele cudów. Domniemane męczeństwo i cudowne znaki doprowadziły do pochowania ciała w katedrze w Lincoln w 1255 r., chociaż chłopca nigdy oficjalnie nie kanonizowano. Jego sanktuarium było powszechnie czczone tam w średniowieczu, a jego tradycyjny dzień pamięci to 27 lipca. Historia mordu rytualnego stała się tematem licznych ballad i opowiadań.
Tablica pamiątkowa z opisem rzekomego męczeństwa Hugona pozostała w katedrze w Lincoln do 1959 r. W 1966 r. został on usunięty ze spisu lokalnie czczonych świętych.